# Милионер са улице
Милионер са улице (енгл. Slumdog Millionaire) је британски драмски филм из 2008. године, режисера Денија Бојла, према сценарију који је написао Сајмон Бофој, док је филм продуцирао Кристијан Колсон. Прича је лабаво заснована на роману Питања и одговори индијског писца Викаса Сварупа и прати младог и необразованог осамнаестогодишњака Џамала Малика, из сиротињске четврти Мумбаја, који се појављује у индијској верзији квиза Желите ли да постанете милионер?. Оптужен за варање, он полицији препричава своју животну причу, илуструјући како је успео да одговори на свако питање. Главне улоге у филму тумаче Дев Пател, Фрида Пинто, Мадур Митал, Танај Чеда и Ирфан Кан.
Филм је премијерно приказан 30. августа 2008. у Телјурајду, док је у британским биоскопима објављен 9. јануара наредне године. Зарадио је преко 378 милиона долара широм света и наишао на позитивне реакције критичара, који су нарочито похвалили причу, музику, фотографију, монтажу, режију и глуму. Био је номинован за десет Оскара, а победу је однео у осам категорија, укључујући оне за најбољи филм, најбољу режију и најбољи адаптирани сценарио. Такође је освојио седам награди БАФТА (укључујући ону за најбољи филм), четири награде Златни глобус и пет Филмских награда по избору критичара. Међутим, пријем у Индији и међу индијском дијаспором је био помешан, а сам филм се нашао на мети контроверзи како због приказа сиромаштва у Индији, тако и због других проблема.

## Радња
Године 2006, 18-годишњи Џамал Малик, из сиротињске четврти Јуху у Мумбају, учествује у индијској верзији квиза Желите ли да постанете милионер?. Пре него што одговори на последње питање за 20 милиона рупија, полиција га приводи и мучи, под сумњом да вара. Кроз серију флешбекова, он препричава догађаје из свог живота који су му помогли при сваком одговору.
Са пет година, Џамал је добио аутограм боливудске звезде Амитаба Бачана након што је скочио у септичку јаму. Џамалов старији брат Салим касније продаје његов аутограм. Њихова мајка је убијена током немира у Бомбају. Док беже од нереда, браћа накратко наилазе на дете обучено као Рама, са луком и стрелом у десној руци. Избегавши нереде и склонивши се од кише, браћа упознају Латику, девојчицу из њихове сиротињске четврти. Салим не жели да је прими, али Џамал сугерише да би она могла да буде њихов „трећи мускетар”, чиме се позива на роман Три мускетара Александра Диме, о коме су учили у школи. Браћа себе називају Атос и Портос, али не знају име трећег мускетара.
Троје деце проналази Маман — гангстер који обучава децу са улице да постану просјаци. Након што сазна да Маман ослепљује децу како би их учинио ефикаснијим просјацима, Салим бежи са Џамалом и Латиком. Браћа се успешно укрцавају у воз у покрету, али Латика не успева да их сустигне. Салим је хвата за руку, али је намерно пушта из освете што се раније нашалила на његов рачун, остављајући је да је поново ухвати Маман. Наредних неколико година Салим и Џамал путују возовима, зарађујући за живот продајом робе, џепарењем, прањем судова и претварајући се да су туристички водичи у Таџ Махалу. На Џамалово инсистирање, враћају се у Мумбај да пронађу Латику и откривају да је Маман припрема да постане проститутка. Браћа је спасавају, а Салим убија Мамана. Салим добија посао код Џаведа — супарничког криминалног боса. У њиховој соби, Салим наређује Џамалу да га остави насамо са Латиком, вероватно да би је сексуално искористио. Када Џамал одбије, Салим повлачи пиштољ на њега, а Латика убеђује Џамала да оде.
Годинама касније, Џамал, који сада ради као чајџија у кол-центру, сазнаје да је Салим сада високорангирани поручник у Џаведовој криминалној организацији. Џамал се суочава са Салимом, који га моли за опроштај. Џамал се затим ушуња у Џаведову резиденцију и поново се налази са Латиком. Иако јој признаје да је воли, она му говори да је заборави. Упркос одбијању, Џамал обећава да ће је чекати сваког дана у пет сати на железничкој станици. У покушају да га тамо сретне, Латика је заробљена од стране Џаведових људи, предвођених Салимом. Он јој оставља ожиљке на лицу док се одвозе. Џамал губи контакт са Латиком и у последњем покушају да дође до ње, постаје такмичар у квизу, знајући да она гледа емисију.
Џамал игра изузетно добро и постаје популаран широм Индије, на велико згражање домаћина емисије, Према Кумара. Кумар покушава да превари Џамала тако што му даје погрешан одговор на претпоследње питање. Међутим, Џамал одговара тачно, изазивајући водитељеву сумњу да вара.
Када се епизода заврши, Џамал је ухапшен. Након првог премлаћивања, полицијски инспектор слуша његово објашњење како је знао сваки одговор. Полицајац верује Џамалу и дозвољава му да се врати у емисију. Латика види да је Џамал ухапшен на вестима. Осећајући се кривим због свог раниејг понашања, Салим даје Латики свој телефон и кључеве од аутомобила, тражећи од ње да му опрости. Након што Латика оде, Салим пуни каду новцем и седа у њу, чекајући да Џавед схвати шта се догодило.
Као последње питање, од Џамала се тражи да одабере име трећег мускетара. Џамал признаје да не зна одговор и користи „помоћ пријатеља” да позове Салима јер је његов телефонски број једини који зна. Латика се јавља и каже Џамалу да је безбедна, али да не зна одговор на питање. Џавед чује Латику у емисији и схвата да га је Салим издао. Он и његови људи разваљују врата купатила. Салим убија Џаведа пре него што га банда упуца и убије. Растерећен због Латике, Џамал бира први одговор, Арамис. Одговор је тачан и он осваја главну награду. Џамал и Латика се састају на перону на железничкој станици, љубе се и плешу уз песму „Jai Ho” заједно са свим осталим ликовима из филма.

## Улоге
| Глумац                             | Улога                |
| ---------------------------------- | -------------------- |
| Дев Пател                          | Џамал Малик          |
| Ајуш Махеш Кхедекар (најмлађи)     | Џамал Малик          |
| Танај Чеда (средњи)                | Џамал Малик          |
| Фрида Пинто                        | Латика               |
| Рубина Али (најмлађа)              | Латика               |
| Танви Ганеш Лонкар (средња)        | Латика               |
| Мадур Митал                        | Салим Малик          |
| Азарудин Мохамед Исмаил (најмлађи) | Салим Малик          |
| Ашутош Лобо Гаџивала (средњи)      | Салим Малик          |
| Анил Капур                         | Прем Кумар           |
| Ирфан Кан                          | полицијски инспектор |
| Саураб Шукла                       | полицајац Сринивас   |
| Махеш Манџрекар                    | Џавед Кан            |
| Анкур Викал                        | Маман                |